# Кубок північноірландської ліги з футболу 2000—2001
Кубок північноірландської ліги 2000–2001 (англ. Co-operative Insurance Cup) — 15-й розіграш Кубка північноірландської ліги. Перемогу в кубку втретє здобув Гленторан.

## Календар
| Раунд            | Дата                       | Матчі | Клуби   |
| ---------------- | -------------------------- | ----- | ------- |
| Попередній раунд | 16 січня 2001              | 4     | 20 → 16 |
| 1/8 фіналу       | 6-7 лютого 2001            | 8     | 16 → 8  |
| 1/4 фіналу       | 19-27 березня 2001         | 4     | 8 → 4   |
| 1/2 фіналу       | 28 березня - 2 квітня 2001 | 2     | 4 → 2   |
| Фінал            | 24 квітня 2001             | 1     | 2 → 1   |

## Попередній раунд
| Команда 1              | Рахунок | Команда 2             |
| ---------------------- | ------- | --------------------- |
| 16 січня 2001          |         |                       |
| Каррік Рейнджерс (2)   | 1:0     | Балліклер Комрадс (2) |
| Данганнон Свіфтс (2)   | 0:3     | Лімаваді Юнайтед (2)  |
| Ларн (2)               | 2:0     | Бангор (2)            |
| Лісберн Дістіллері (2) | 0:2     | Ардс (2)              |

## 1/8 фіналу
| Команда 1            | Рахунок      | Команда 2            |
| -------------------- | ------------ | -------------------- |
| 6 лютого 2001        |              |                      |
| Арма Сіті (2)        | 0:0 пен. 4:3 | Колрейн              |
| Балліміна Юнайтед    | 1:2          | Ардс (2)             |
| Каррік Рейнджерс (2) | 0:2          | Гленавон             |
| Крузейдерс           | 1:2          | Лінфілд              |
| Гленторан            | 2:1          | Лімаваді Юнайтед (2) |
| Інститут (2)         | 1:1 пен. 1:3 | Ньюрі Таун           |
| Ларн (2)             | 0:1          | Портадаун            |
| 7 лютого 2001        |              |                      |
| Кліфтонвілл          | 2:3          | Ома Таун             |

## 1/4 фіналу
| Команда 1       | Рахунок      | Команда 2 |
| --------------- | ------------ | --------- |
| 19 березня 2001 |              |           |
| Арма Сіті (2)   | 0:1          | Гленторан |
| 20 березня 2001 |              |           |
| Ардс (2)        | 0:2 дч       | Ома Таун  |
| 21 березня 2001 |              |           |
| Ньюрі Таун      | 0:0 пен. 3:4 | Лінфілд   |
| 27 березня 2001 |              |           |
| Гленавон        | 3:0          | Портадаун |

## 1/2 фіналу
| Команда 1       | Рахунок | Команда 2 |
| --------------- | ------- | --------- |
| 28 березня 2001 |         |           |
| Ома Таун        | 0:2     | Гленторан |
| 2 квітня 2001   |         |           |
| Лінфілд         | 0:1     | Гленавон  |

## Фінал
| 24 квітня 2001 |

| Гленавон | 0:1      | Гленторан      |
| -------- | -------- | -------------- |
|          | Протокол | Янг 73' (пен.) |

| Віндзор Парк, Белфаст Арбітр: Гербі Барр |